# Melchior von Frundsberg

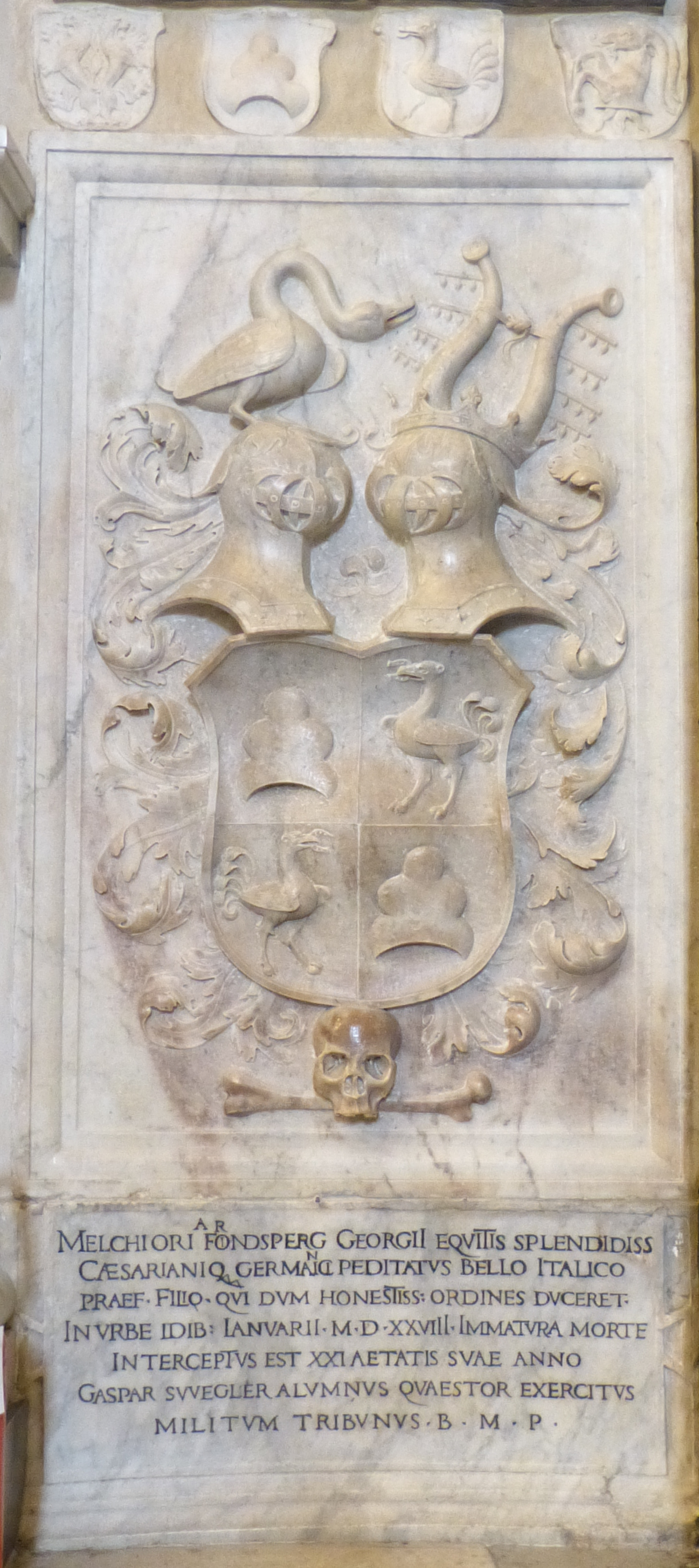
Epitaph Melchior von Frundsberg, Santa Maria dell’Anima in Rom

Melchior von Frundsberg (* 17. Februar 1507; † 13. Januar 1528 in Rom) war kurzzeitig Domherr von Augsburg und Hauptmann.

## Leben und Wirken
Melchior war der Sohn des Georg von Frundsberg und seiner Gemahlin Katharina von Schrofenstein. Im Jahr 1523 war Melchior zusammen mit dem späteren Biographen der Familie Frundsberg Adam Reißner in Wittenberg inskribiert. In den Jahren 1524 und 1525 wird er als Domherr von Augsburg genannt, hat aber offensichtlich kurz darauf resigniert, da er bereits am 2. November 1526 im Gefolge seines Vaters Georg als Hauptmann in Tirol in Erscheinung tritt. Dieser kämpfte im Italienischen Krieg gegen die päpstlich-französische Liga.
Zusammen mit seinem älteren Bruder Kaspar von Frundsberg marschierte Melchior im Zuge der Revolte der Landsknechte wegen ausstehender Soldzahlungen in Rom ein und nahm am Sacco di Roma teil. Er hielt am 6. Mai 1527 die Stellung zwischen der Porta San Pancrazio und der Porta Septimiana. Ziel war den Ausfall der päpstlichen Truppen aus Trastevere zu verhindern. Die Plünderung von Rom selbst und auch die Folgemonate überstand er, fiel jedoch dann der Pest zum Opfer und starb am 13. Januar 1528. Obwohl die kaiserlichen Truppen auch die Kirche Santa Maria dell’Anima nicht verschont hatte, fand er in der Kirche seine letzte Ruhe mit einem Epitaph vor dem Kreuzaltar.

## Epitaph
Sein Epitaph wurde vermutlich im Jahr 1774 oder schon 1750 vom Kreuzaltar in die Wand links vom südlichen Seitenportal umgesetzt. Geschaffen ist das dreiteilige Denkmal als hellem Marmor. Der Sockel enthält eine Inschrift mit sieben Zeilen. Die vier Wappen im oberen Bereichen zeigen von links nach rechts die Wappen Rechberg, Frundsberg, Frundsberg und Schroffenstein.

„MELCHIORI A FROINDSPERG GEORGII EQVITIS SPLENDIDISS(IMI) / CAESARIANIQ(VE) GERMANICI PEDITATVS BELLO ITALICO / PRAEF(ECTI) FILIO • QVI DVM HONESTISS(IME) ORDINES DVCERET • / IN VRBE IDIB(VS) IANVARII • M • D • XXVIII • IMMATVRA MORTE / INTERCEPTVS EST XXI AETATIS SVAE ANNO / GASPAR SVVEGLER ALVMNVS QVAESTOR EXERCITVS / MILITVM TRIBVNVS B(ENE) M(ERENTI) P(OSVIT)“

„Für Melchior von Frundsberg, den Sohn Georgs, des hochberühmten Ritters und Anführers des kaiserlich deutschen Fußvolkes im italischen Krieg, welcher solange aufs Ehrenvollste die Heeresabteilungen geführt hatte, bis er in Rom an den Iden des Januar 1528 (13. Januar) durch einen allzu frühen Tod in seinem 21. Lebensjahr hinweg genommen worden ist. Kaspar Schwegler, der Oberzahlmeister des Heeres, hat dieses (Denkmal) dem Wohlverdienten gesetzt.“